# Aller-Leinetal
Das Aller-Leinetal ist ein Naturschutzgebiet in den niedersächsischen Gemeinden Buchholz (Aller), Essel und Schwarmstedt in der Samtgemeinde Schwarmstedt, den Gemeinden Hademstorf, Eickeloh, Hodenhagen und dem Flecken Ahlden (Aller) in der Samtgemeinde Ahlden und den Gemeinden Frankenfeld, Böhme, Häuslingen sowie der Stadt Rethem (Aller) in der Samtgemeinde Rethem (Aller) im Landkreis Heidekreis.

## Allgemeines
Das Naturschutzgebiet mit dem Kennzeichen NSG LÜ 360 ist circa 1207 Hektar groß. Es liegt vollständig innerhalb des FFH-Gebietes „Aller (mit Barnbruch), untere Leine, untere Oker“ und zum größten Teil innerhalb des EU-Vogelschutzgebietes „Untere Allerniederung“. Das Naturschutzgebiet besteht aus zahlreichen Teilflächen. Diese sind vielfach vom gleichnamigen Landschaftsschutzgebiet umgeben und durch dieses auch miteinander vernetzt. Im Norden grenzt es an das Naturschutzgebiet „Allerschleifen zwischen Wohlendorf und Hülsen“. Zwischen Rethem (Aller) und Ahlden (Aller) grenzt es stellenweise an das Landschaftsschutzgebiet „Böhmetal“, das teilweise ebenso im Geltungsbereich der Naturschutzverordnung aufging wie Teile der ehemaligen Landschaftsschutzgebiete „Bierder Koppel“, „Der Reiherhorst bei Ahlden“ und „Hohes Leineufer“, bei Essel grenzt es an das Landschaftsschutzgebiet „Ehrenfriedhof Essel“ und bei Schwarmstedt an das Landschaftsschutzgebiet „Untere Leine“. Das Gebiet steht seit dem 6. August 2020 unter Naturschutz. Zuständige untere Naturschutzbehörde ist der Landkreis Heidekreis.

## Beschreibung
Das Naturschutzgebiet erstreckt sich über Aller und Leine im Landkreis Heidekreis sowie über den untersten Abschnitt der Böhme bis zu ihrer Mündung in die Aller. Es stellt die Flussläufe mit ihren Ufern und Uferrandstreifen unter Schutz und schließt zahlreiche Flächen in den Niederungen der Flüsse mit ein. Die Fließgewässer verlaufen vielfach in Schleifen durch ihre großräumigen Niederungen. Sie verfügen über flutende Unterwasservegetation. Die Niederungen sind von der Überschwemmungsdynamik der Fließgewässer geprägt und oft naturnah ausgeprägt. Die in das Naturschutzgebiet einbezogenen Bereiche in den Flussniederungen werden vielfach von artenreichem Grünland unterschiedlicher Feuchtegrade, Auwaldresten und teilweise verlandenden Altarmen geprägt. Ufer und Ränder von Grünländern sind Standorte von Hochstaudenfluren. Nasse Grünlandbereiche sind teilweise seggen- und binsenreich und ebenfalls Standorte von Hochstaudenfluren. Im Bereich von Dünen sind im Naturschutzgebiet stellenweise Sandtrockenrasen ausgeprägt.
Das Gebiet ist Lebensraum unter anderem für Biber, Fischotter und verschiedene Fledermäuse, darunter Bechstein-, Teich- und Wasserfledermaus. Die Fließgewässer beherbergen neben anderen Steinbeißer, Schlammpeitzger, Hasel, Döbel, Gründling, Bitterling, Karausche, Moderlieschen, Rotfeder, Schleie, Quappe, Barbe, Brasse, Aland, Meerforelle, Aal, Meer- und Flussneunauge. Die Gewässer beherbergen die Muscheln Gemeine Teichmuschel, Große Teichmuschel, Große Flussmuschel und Malermuschel. Libellen sind beispielsweise durch Grüne Flussjungfer, Gemeine Keiljungfer, Gebänderte Prachtlibelle, Blauflügelige Prachtlibelle, Asiatische Keiljungfer, Grüne Mosaikjungfer und Blaue Federlibelle vertreten. Weiterhin ist das Gebiet Lebensraum für Kammmolch, Knoblauchkröte, Kreuzkröte und Ringelnatter.
Die Grünlandbereiche beherbergen unter anderem die Heuschrecken Blauflügelige Ödlandschrecke, Rotleibiger Grashüpfer, Westliche Beißschrecke und Sumpfschrecke.
Das Naturschutzgebiet ist vielfach im Verbund mit dem Landschaftsschutzgebiet Lebensraum für die nach Vogelschutzrichtlinie wertbestimmenden Arten Weißstorch, Schwarz- und Rotmilan, Wachtelkönig, Schafstelze und Braunkehlchen. Weiterhin beherbergt es unter anderem die Vogelarten Wespenbussard, Rohrweihe, Steinkauz, Kiebitz, Austernfischer, Wachtel, Rebhuhn, Flussregenpfeifer, Schnatterente, Krickente, Knäkente, Löffelente, Reiherente, Eisvogel, Uferschwalbe, Neuntöter, Nachtigall, Feldlerche, Sumpfrohrsänger, Drosselrohrsänger, Schilfrohrsänger, Teichrohrsänger, Wiesenpieper, Blaukehlchen, Feldschwirl, Gartenbaumläufer, Beutelmeise, Weidenmeise, Sumpfmeise, Grau- und Trauerschnäpper. Das Gebiet ist Rastgebiet unter anderem für Kranich, Silberreiher, Zwerg- und Singschwan, Waldsaatgans, Pfeif- und Schellente.
Auf extensiv genutzten Grünländern siedeln Schwanenblume, Sumpfdotterblume, Heidenelke, Roggengerste, Wiesenalant, Gelbe Wiesenraute, Gestreifter Klee, Langblättriger Ehrenpreis, Flussgreiskraut und Fuchssegge.